# باشگاه فوتبال هاپوئل اورشلیم
باشگاه فوتبال هاپوئل اورشلیم ( عبری: מועדון כדורגל הפועל ירושלים‎ Mo'adon Kaduregel Hapoel Yerushalayim ) یک باشگاه فوتبال حرفه‌ای اسرائیلی است که در شهر اورشلیم فعالیت می‌کند. این تیم در لیگ برتر اسراییل، برترین سطح فوتبال اسرائیل به رقابت می‌پردازد. ورزشگاه این تیم، ورزشگاه تدی است که در سال ۱۹۲۶ تأسیس شده و زمین اصلی آنها است. در اعتراض به رفتار مالکان این باشگاه از دهه ۱۹۹۰، باشگاه فوتبال هاپوئل قطمون اورشلیم در سال ۲۰۰۷ میلادی بنیان نهاده شد. این تیم، اولین باشگاه فوتبال در اسرائیل بود که متعلق به هواداران آن بود. نام این باشگاه از ورزشگاه قطمون برگرفته شده که قبلا توسط هاپوئل اورشلیم استفاده می‌شد. این باشگاه به مدت ۱۲ سال به موازات هاپوئل اورشلیم وجود داشت.
در سال ۲۰۱۹ هاپوئل اورشلیم منحل شد و در آگوست ۲۰۲۰، هاپوئل قطمون حقوق نام Hapoel Jerusalem را به دست آورد و رسماً این تیم به به هاپوئل اورشلیم تبدیل شد. از آن زمان تا کنون، این باشگاه تحت مالکیت هوادارانش است و توسط هیئت مدیره‌ای با هفت عضو اداره می‌شود.
بهترین نتیجه کسب شده در این تیم کسب جام دولتی و مقام سوم لیگ اول در سال ۱۹۷۳ است.

## تاریخ

لوگوی قدیمی

لوگوی قدیمی ۲

باشگاه هاپوئل اورشلیم در سال ۱۹۲۶ بنیان نهاده شد و در فصل افتتاحیه لیگ EIFA بازی کرد و اولین بازی لیگ را در برابر رقبای محلی Maccabi Hasmonean Jerusalem انجام داد.   این باشگاه برای سه فصل اول خود در این لیگ به رقابت پرداخت، با این حال، باشگاه به دلیل مشکلات سفر به بازی در کل منطقه اورشلیم با محدودیت مواجه شد. این باشگاه گهگاه در جام حذفی فوتبال اسرائیل نیز شرکت می‌کرد و در سال ۱۹۴۳ توانست به فینال این جام برسد. این بازی با نتیجه ۷-۱ به سود تیم رقیب (تیمی از توپخانه سلطنتی) به پایان رسید. 
پس از تأسیس کشور اسرائیل ، این باشگاه برای بازی در لیگ دسته دوم موقت، Liga Meuhedet ، در بخش اورشلیم-مرکزی ثبت نام کرد که موفق شد در این لیگ به مقام قهرمانی برسد. این باشگاه به بازی در دسته دوم ( لیگا بت تا سال ۱۹۵۶ و لیگ الف پس از آن) ادامه داد تا اینکه در پایان فصل ۱۹۵۶–۱۹۵۷ پس از کسب رتبه دوم در لیگ، در پلی آف صعود، موفق شد به لیگ برتر اسرائیل صعود کرد. پس از رسیدن به لیگ برتر اسرائیل، این باشگاه به مدت ۲۱ فصل در این لیگ باقی ماند. بهترین نتیجه کسب شده در طی یک لیگ برای این تیم، کسب مقام سومی در سال ۱۹۷۲-۱۹۷۳ بود. در سال ۷۲–۱۹۷۱، این باشگاه به فینال جام حذفی دولتی اسرائیل رسید و با نتیجه ۰–۱ مغلوب تیم مقتدر هاپوئل تل آویو شد. یک فصل بعد، باشگاه دوباره به فینال جام رسید و این بار موفق شد قهرمان جام شود. 
این باشگاه پس از دو دهه، در نهایت در سال ۱۹۷۹ به دسته پایین‌تر سقوط کرد. این موقعیت طولی نکشید و آنها توانستند در فصل بعد دوباره به لیگ برتر بازگردند. این باشگاه در فصل‌های بعد به یویو بین دو دسته برتر ادامه داد و آخرین فصل خود را در لیگ برتر در سال‌های ۱۹۹۹–۲۰۰۰ انجام داد. در سال ۱۹۹۸، باشگاه به چهارمین فینال جام حذفی رسید، اما در وقت اضافه مغلوب مکابی هیفا شد.
در اوایل دهه ۱۹۹۰، باشگاه به دو بازرگان به نام‌های یوسی ساسی و ویکتور یونا واگذار شد. این دو نفر، تیم را با هم اداره کردند تا اینکه در گذر زمان با هم اختلاف پیدا کردند، که منجر به یک اختلاف تجاری و حقوقی طولانی شد.  این اختلاف تا سال ۲۰۰۹ ادامه داشت. در یونا تصمیم گرفت باشگاه را ترک کند.  در جریان این اختلافات، گروهی از هواداران تیم که از درگیری بین این دو تاجر خسته شده و به ستوه آمده بودند، تصمیم گرفتند گروهی را ابتدا برای خرید و کنترل باشگاه و سپس در تلاش برای تأسیس یک باشگاه هواداران به نام هاپوئل قطمون اورشلیم تشکیل دهند که آنرا هواداران سازماندهی می‌کردند. این باشگاه که برپایه مالکیت هواداران بر آن بود، در سال ۲۰۰۹ (پس از مدت کوتاهی از وجود به عنوان یک باشگاه ادغام شده با هاپوئل ماواسرت زیون) تأسیس شد و در ۱۴-۲۰۱۳ به لیگ لئومیت صعود کرد. در این فصل هواداران برای نخستین بار شاهد رویارویی این دو تیم با یکدیگر بودند. 
این باشگاه پس از سقوط از دسته دوم لیگ لئومیت در فصل ۱۷-۲۰۱۶ در سطح سوم لیگ الف به رقابت پرداخت. در ۲۶ اوت ۲۰۱۹، فدراسیون فوتبال اسرائیل با توضیح مشکلات مالی این باشگاه، تصمیم گرفت تا از لیست کردن این باشگاه برای فصل ۲۰-۲۰۱۹ خودداری کند.
در نهایت و در ۹ اوت ۲۰۲۰، باشگاه رسماً بازسازی شد، زیرا هاپوئل قطمون به هاپوئل اورشلیم تغییر نام داد.
در ۳۰ آوریل ۲۰۲۱، هاپوئل اورشلیم در رقابت‌های لیگ دو برابر تیم Sektzia Nes Ziona به پیروزی رسید و از این طریق پس از ۲۱ سال دوری از لیگ برتر، صعود خود را به سطح برتر تضمین کرد.

## ورزشگاه‌ها
از زمان استقلال اسرائیل، این باشگاه از سه ورزشگاه به عنوان ورزشگاه خانگی استفاده می‌کرد. آنها ابتدا از ورزشگاه YMCA ، که در آن بین سال‌های ۱۹۴۹ تا ۱۹۵۵ استفاده می‌کردند.، سپس باشگاه به استادیوم قطمون خود در همسایگی قطمون نقل مکان کرد. ورزشگاه قطمون در سال ۱۹۸۲ با هدف ساختن یک ورزشگاه مدرن، به روز و بزرگتر به جای آن ویران شد و در این بین باشگاه برای بازی‌های خانگی به ورزشگاه YMCA بازگشت. استادیوم جدید در کاتامون هرگز ساخته نشد و در عوض ورزشگاه تدی در محله مالحه ساخته شد که باشگاه در سال ۱۹۹۲ به آن نقل مکان کرد.

## حامیان
در سال‌های نخست تشکیل باشگاه، حمایت از باشگاه بیشتر از سوی سازمان‌های کارگری در اسرائیل بود. رقبای شهر Beitar با سازمان‌های ملی‌گرای راست شناخته می‌شدند. همه این رویدادها برای ایجاد یک شهرآورد در اورشلیم صورت گرفت. تا به امروزه نیز این رقابت وجود دارد، اگرچه این رقابت دیگر به اندازه‌ی زمانی که هر دو باشگاه در لیگ برتر فوتبال اسرائیل بازی می‌کردند، داغ نیست. در سال ۲۰۰۷ اکثریت زیادی از هواداران، ناراضی از مدیریت باشگاه، جدا شدند و باشگاه فوتبال هاپوئل قطمون اورشلیم (که به عنوان اولین باشگاه کاملاً متعلق به هواداران شناخته می‌شود) را در کشور تأسیس کردند.

## تیم فعلی
تا تاریخ ۱۳ سپتامبر ۲۰۲۳ 
تا تاریخ ۱۳ September ۲۰۲۳
| شماره |          | پست       | بازیکن                                      |
| ----- | -------- | --------- | ------------------------------------------- |
| ۱     | نیجریه   | دروازه‌بان | Adebayo Adeleye                             |
| ۲     | اسرائیل  | مدافع     | Shahar Piven                                |
| ۳     | اسرائیل  | مدافع     | Noam Malmoud                                |
| ۴     | اسرائیل  | مدافع     | Amit Glazer (on loan from Maccabi Tel Aviv) |
| ۵     | ساحل عاج | مدافع     | Yao Eloge Koffi                             |
| ۶     | اتیوپی   | هافبک     | Awaka Ashta                                 |
| ۷     | اسرائیل  | مهاجم     | Matan Hozez (on loan from Maccabi Tel Aviv) |
| ۸     | اسرائیل  | مهاجم     | Or Roizman (on loan from Maccabi Tel Aviv)  |
| ۹     | هلند     | مهاجم     | Jelle Duin                                  |
| ۱۰    | اسرائیل  | هافبک     | Tomer Altman                                |
| ۱۱    | ساحل عاج | مهاجم     | Cédric Franck Don                           |
| ۱۵    | اسرائیل  | هافبک     | Ofek Bitton                                 |
| ۱۶    | اسرائیل  | مدافع     | Omer Agvadish                               |

| شماره |         | پست       | بازیکن                                |
| ----- | ------- | --------- | ------------------------------------- |
| ۱۷    | اسرائیل | مهاجم     | Karem Zoabi                           |
| ۱۹    | اسرائیل | مهاجم     | Idan Dahan                            |
| ۲۰    | اسرائیل | مدافع     | Ofek Nadir                            |
| ۲۱    | اسرائیل | هافبک     | Ayano Preda                           |
| ۲۲    | اسرائیل | مدافع     | Yorai Maliach                         |
| ۲۳    | اسرائیل | هافبک     | Itay Zada                             |
| ۲۶    | اسرائیل | مدافع     | Peleg Hamani                          |
| ۲۹    | آنگولا  | مهاجم     | Capita (on loan from Estrela Amadora) |
| ۳۳    | اسرائیل | مدافع     | Max Grechkin                          |
| ۵۵    | اسرائیل | دروازه‌بان | Nadav Zamir                           |
| ۷۷    | اسرائیل | مهاجم     | Ohad Almagor                          |
|       | استونی  | مهاجم     | Rauno Sappinen                        |
|       | نیجریه  | مهاجم     | Ibeh Ransom                           |

## بازیکنان سابق
هاپوئل اورشلیم (۱۹۲۶–۲۰۱۹)
- Viktor Paço
- Matías Martín
- Shay Aharon
- Zahi Armeli
- Ofir Azo
- Jacob Buzaglo
- Eli Ben Rimoz
- Rafi Cohen (born 1965)
- Dudu Dahan
- Michele Dayan
- Ehud Kachila
- Zion Marili
- Zion Ohana
- Moti Ohayon
- Dan Roman
- Liran Strauber
- Nahum Ta-Shma
- Idan Tal
- Assi Tubi

هاپوئل کاتامون (۲۰۰۷–۲۰۲۰)
- Shay Aharon
- Aviram Baruchyan
- Idan Shemesh

## کادر مربیگری
تا تاریخ ۲۴ مه ۲۰۱۹
| موقعیت           | کارکنان              |
| ---------------- | -------------------- |
| مدیر             | زیو آری              |
| دستیار مدیر      | لیور زاده اسحاق شرمن |
| مربی تیم اول     | اسحاق شرمن           |
| مربی دروازه بان  | گای هاکمون           |
| مربی تناسب اندام | لیدور گانون          |
| ورزش درمانگر     | شلومی زیمرمن         |
| فیزیوتراپیست     | ایتای آزولای         |
| مدیر گروه جوانان | یهودا هرتزوگ         |
| مدیر تدارکات     | موشه زکریا           |
| مدیر حرفه ای     | شای آهارون           |

## افتخارات

### لیگ
| افتخارات | شماره | سال‌ها                       |
| -------- | ----- | --------------------------- |
| سطح دوم  | ۳     | ۱۹۴۹-۵۰ ، ۱۹۷۹-۸۰ ، ۱۹۸۷-۸۸ |
| سطح سوم  | ۳     | ۲۰۰۱-۰۲ ، ۲۰۰۷-۰۸ ، ۲۰۱۰-۱۱ |

### جام حذفی
| افتخارات  | شماره | سال‌ها |
| --------- | ----- | ----- |
| جام دولتی | ۱     | ۱۹۷۳  |

### عناوین دیگر
| افتخارات           | شماره | سال‌ها |
| ------------------ | ----- | ----- |
| جام راغب النشاشیبی | ۱     | ۱۹۲۹  |

## لینک‌های خارجی
- وبگاه رسمی (به انگلیسی)